# قاسم مشهدی
میرزا محمدقاسم مشهدی، متخلص به قاسم و مشهور به قاسم دیوانه (؟ - ۱۰۸۳) شاعر پارسی گوی در سبک هندی و یکی از شاعران فارسی سرای هندی می‌باشد که در شاگردی صائب تبریزی به سر می‌برد. دربارهٔ زندگی او اطلاعات زیادی در دسترس نیست و تنها در تذکره نصرآبادی به او اشاره کوتاه شده‌است.
مجموع آثار ملاقاسم در کتابی با عنوان «دیوان قاسم دیوانه»(فرهنگ عامه، 1395ش.) توسط دکتر مهرداد نصرتی تصحیح، مقدمه نویسی، شرح و نقد شد. در این تصحیح، دیوان ملای مشهدی پنج بخش دارد: 1.خانه سخن(غزلیات) 2.سلسله شعله(غزلواره ها) 3.بال نگاه(رباعیات) 4.شاگرد خاموشی(دوبیتی ها) 5.ناوک آه(مفردات).

## نمونه اشعار
| باز مشتاق ترا بوسه به پیغام افتاد |  | گفتگوهای زبانی به لب بام افتاد     |
| مرغ دل بود مقیم سر کویت عمری      |  | کرد پرواز همان روز که در دام افتاد |
| سوی من کرد نظر، من همه تن چشم شدم |  | همچو دیبا که برو روغن بادام افتاد  |

| بس که با سرعت ز من عمر تباهم بگذرد |  | گرد برخیزد ز هر جا سال و ماهم بگذرد |
| از عدم می‌آیم اینک با هزاران آرزو   |  | ای فلک پهلو تهی کن تا سپاهم بگذرد   |

| در گلشنم و برون ز گلزارم  |  | بی روی تو خواب چشم بادامم |
| در سینه دلم تپید ز هجرانش |  | پرواز کبوتر است پیغامم    |